# Prêmios Globo de Ouro de 2009
A 66.ª Cerimónia de entrega dos Prêmios Globo de Ouro (no original, em inglês, 66th Golden Globe Awards) premiou os melhores profissionais de cinema e televisão, filmes e programas televisivos de 2008. Os candidatos nas diversas categorias foram escolhidos pela Associação de Imprensa Estrangeira de Hollywood (AIEH) e anunciados em 11 de dezembro de 2008. A cerimónia foi transmitida em 11 de janeiro de 2009, a partir do Beverly Hilton Hotel, em Beverly Hills, Califórnia, nos Estados Unidos, pela rede de televisão NBC. A transmissão foi assistida por 14,6 milhões de espectadores com uma classificação de 4.9/12.
O filme Slumdog Millionaire obteve o maior número de estatuetas, vencendo as 4 categorias em que foi indicado, enquanto The Wrestler angariou vitória em 2 das 3 indicações que recebeu. Embora nomeados em 5 categorias, os filmes Doubt, Frost/Nixon e The Curious Case of Benjamin Button não lograram êxito em nenhuma delas. A atriz britânica Kate Winslet foi duplamente premiada e conquistou os prêmios de Melhor Atriz em filme dramático (por Revolutionary Road) e Melhor Atriz secundária (por The Reader, pelo qual venceu o Oscar de melhor atriz).
Em relação a televisão, a série de comédia 30 Rock e a minissérie John Adams venceram todas as categorias em que foram indicadas, com 3 e 4 vitórias, respectivamente. A série In Treatment e o telefilme Recount foram nomeados em 5 categorias, mas ambos receberam apenas 1 estatueta, Melhor Ator em série de Drama (para Gabriel Byrne) e Melhor Atriz secundária (para Laura Dern).

## Nomeações e vencedores
Esta é uma lista completa dos nomeados e dos vencedores:

### Prémio Cecil B. DeMille
- Steven Spielberg [12]

### Cinema
| Melhor Filme de Drama Slumdog Millionaire - The Curious Case of Benjamin Button - Frost/Nixon - The Reader - Revolutionary Road | Melhor Filme de Comédia ou Musical Vicky Cristina Barcelona - Burn After Reading - Happy-Go-Lucky - Mamma Mia! - In Bruges |
| Melhor Ator em Filme de Drama Mickey Rourke como Randy "The Ram" Robinson – The Wrestler - Brad Pitt como Benjamin Button – The Curious Case of Benjamin Button - Sean Penn como Harvey Milk – Milk - Frank Langella como Richard Nixon – Frost/Nixon - Leonardo DiCaprio como Frank Wheeler – Revolutionary Road                                                  | Melhor Atriz em Filme de Drama Kate Winslet como April Wheeler – Revolutionary Road - Meryl Streep como Irmã Aloysius Beauvier – Doubt - Angelina Jolie como Christine Collins – Changeling - Anne Hathaway como Kym – Rachel Getting Married - Kristin Scott Thomas como Juliette Fontaine – Il y a longtemps que je t'aime |
| Melhor Ator em Filme de Comédia ou Musical Colin Farrell como Ray – In Bruges - James Franco como Saul Silver – Pineapple Express - Javier Bardem como Juan Antonio Gonzalo – Vicky Cristina Barcelona - Dustin Hoffman como Harvey Shine – Last Chance Harvey - Brendan Gleeson como Ken – In Bruges                                                              | Melhor Atriz em Filme de Comédia ou Musical Sally Hawkins como Pauline "Poppy" Cross – Happy-Go-Lucky - Meryl Streep como Donna Sheridan – Mamma Mia! - Rebecca Hall como Vicky – Vicky Cristina Barcelona - Emma Thompson como Kate Walker – Last Chance Harvey - Frances McDormand como Linda Litzke – Burn After Reading  |
| Melhor Ator Secundário em Cinema Heath Ledger como Joker – The Dark Knight (póstumo) - Tom Cruise como Les Grossman – Tropic Thunder - Ralph Fiennes como William Cavendish – The Duchess - Robert Downey Jr. como Kirk Lazarus – Tropic Thunder - Philip Seymour Hoffman como Padre Brendan Flynn – Doubt                                                         | Melhor Atriz Secundária em Cinema Kate Winslet como Hanna Schmitz – The Reader - Viola Davis como Sra. Miller – Doubt - Amy Adams como Irmã James – Doubt - Marisa Tomei como Cassidy – The Wrestler - Penélope Cruz como María Elena – Vicky Cristina Barcelona                                                             |
| Melhor Diretor Danny Boyle por Slumdog Millionaire - Ron Howard por Frost/Nixon - Sam Mendes por Revolutionary Road - David Fincher por The Curious Case of Benjamin Button - Stephen Daldry por The Reader | Melhor Roteiro Simon Beaufoy por Slumdog Millionaire - Eric Roth por The Curious Case of Benjamin Button - David Hare por The Reader - Peter Morgan por Frost/Nixon - John Patrick Shanley por Doubt |
| Melhor Canção original "The Wrestler", interpretada por Bruce Springsteen – The Wrestler - "Down to Earth", interpretada por Peter Gabriel – WALL-E - "Gran Torino", interpretada por Jamie Cullum – Gran Torino - "I Thought I Lost You", interpretada por Miley Cyrus e John Travolta – Bolt - "Once in a Lifetime", interpretada por Beyoncé – Cadillac Records | Melhor Banda Sonora Original A. R. Rahman por Slumdog Millionaire - Hans Zimmer por Frost/Nixon - Clint Eastwood por Changeling - Alexandre Desplat por The Curious Case of Benjamin Button - James Newton Howard por Defiance                                                                                               |
| Melhor Filme em Língua Estrangeira Vals im Bashir • Israel – Ari Folman - Gomorra • Itália – Matteo Garrone - Il y a longtemps que je t'aime • França – Philippe Claudel - Der Baader Meinhof Komplex • Alemanha – Uli Edel - Maria Larssons eviga ögonblick • Suécia – Jan Troell                                                                                 | Melhor Filme de Animação WALL-E - Bolt - Kung Fu Panda |

### Televisão
| Melhor Série Dramática Mad Men (AMC) - Dexter (Showtime) - House (Fox) - True Blood (HBO) - In Treatment (HBO) | Melhor Série de Comédia ou Musical 30 Rock (NBC) - Weeds (Showtime) - Entourage (HBO) - The Office (NBC) - Californication (Showtime) |
| Melhor Ator em Série Dramática Gabriel Byrne como Dr. Paul Weston – In Treatment (HBO) - Jon Hamm como Don Draper – Mad Men (AMC) - Hugh Laurie como Gregory House – House (Fox) - Michael C. Hall como Dexter Morgan – Dexter (Showtime) - Jonathan Rhys Meyers como Henrique VIII – The Tudors (Showtime)                    | Melhor Atriz em Série Dramática Anna Paquin como Sookie Stackhouse – True Blood (HBO) - Sally Field como Nora Walker – Brothers & Sisters (ABC) - Kyra Sedgwick como Brenda Leigh Johnson – The Closer (TNT) - January Jones como Betty Draper – Mad Men (AMC) - Mariska Hargitay como Olivia Benson – Law & Order: SVU (NBC)                             |
| Melhor Ator em Série de Comédia ou Musical Alec Baldwin como Jack Donaghy – 30 Rock (NBC) - Steve Carell como Michael Scott – The Office (NBC) - Kevin Connolly como Eric Murphy – Entourage (HBO) - Tony Shalhoub como Adrian Monk – Monk (USA Network) - David Duchovny como Hank Moody – Californication (Showtime)         | Melhor Atriz em Série de Comédia ou Musical Tina Fey como Liz Lemon – 30 Rock (NBC) - Debra Messing como Molly Kagan – The Starter Wife (USA Network) - America Ferrera como Betty Suarez – Ugly Betty (ABC) - Mary-Louise Parker como Nancy Botwin – Weeds (Showtime) - Christina Applegate como Samantha Newly – Samantha Who? (ABC)                    |
| Melhor Ator em Minissérie ou Telefilme Paul Giamatti como John Adams – John Adams (HBO) - Kevin Spacey como Ron Klain – Recount (HBO) - Tom Wilkinson como James Baker – Recount (HBO) - Ralph Fiennes como Bernard Lafferty – Bernard and Doris (HBO) - Kiefer Sutherland como Jack Bauer – 24: Redemption (Fox)              | Melhor Atriz em Minissérie ou Telefilme Laura Linney como Abigail Adams – John Adams (HBO) - Judi Dench como Matilda "Matty" Jenkyns – Cranford (PBS) - Susan Sarandon como Doris Duke – Bernard and Doris (HBO) - Shirley MacLaine como Coco Chanel – Coco Chanel (Lifetime) - Catherine Keener como Gertrude Baniszewski – An American Crime (Showtime) |
| Melhor Ator Coadjuvante em Televisão Tom Wilkinson como Benjamin Franklin – John Adams (HBO) - Denis Leary como Michael Whouley – Recount (HBO) - Jeremy Piven como Ari Gold – Entourage (HBO) - Blair Underwood como Alex Prince – In Treatment (HBO) - Neil Patrick Harris como Barney Stinson – How I Met Your Mother (CBS) | Melhor Atriz Coadjuvante em Televisão Laura Dern como Katherine Harris – Recount (HBO) - Eileen Atkins como Deborah Jenkyns – Cranford (PBS) - Dianne Wiest como Dra. Gina Toll – In Treatment (HBO) - Rachel Griffiths como Sarah Walker – Brothers & Sisters (ABC) - Melissa George como Laura Hill – In Treatment (HBO)                                |
| Melhor Minissérie ou Filme para televisão John Adams (HBO) - Cranford (PBS) - Recount (HBO) - Bernard and Doris (HBO) - A Raisin in the Sun (ABC) | |

## Ranking

### Número de nomeações
| 5: The Curious Case of Benjamin Button, Doubt, Frost/Nixon 4: The Reader, Revolutionary Road, Slumdog Millionaire, Vicky Cristina Barcelona 3: In Bruges, The Wrestler 2: Bolt, Burn After Reading, Changeling, Happy-Go-Lucky, Il y a longtemps que je t'aime, Last Chance Harvey, Mamma Mia!, Tropic Thunder, WALL-E 1: Der Baader Meinhof Komplex, Cadillac Records, The Dark Knight, Defiance, The Duchess, Maria Larssons eviga ögonblick, Gomorra, Gran Torino, Kung Fu Panda, Milk, Pineapple Express, Rachel Getting Married, Vals im Bashir | 5: In Treatment, Recount 4: John Adams 3: 30 Rock, Bernard and Doris, Cranford, Entourage, Mad Men 2: Brothers & Sisters, Californication, Dexter, House, M.D., The Office, True Blood, Weeds 1: 24: Redemption, An American Crime, The Closer, Coco Chanel, How I Met Your Mother, Law & Order: Special Victims Unit, Monk, A Raisin in the Sun, Samantha Who?, The Starter Wife, The Tudors, Ugly Betty | 2: Ralph Fiennes (The Duchess, Bernard and Doris) 2: Meryl Streep (Mamma Mia!, Doubt) 2: Tom Wilkinson (Recount, John Adams) 2: Kate Winslet (Revolutionary Road, The Reader) |

### Número de premiações
| 4/4: Slumdog Millionaire 2/3: The Wrestler 1/4: The Reader, Revolutionary Road, Vicky Cristina Barcelona 1/3: In Bruges 1/2: Happy-Go-Lucky, WALL-E 1/1: The Dark Knight, Vals im Bashir | 4/4: John Adams 3/3: 30 Rock 1/5: In Treatment, Recount 1/3: Mad Men 1/2: True Blood | 2/2: Kate Winslet (The Reader, Revolutionary Road) 1/2: Tom Wilkinson (John Adams) |